# Andreas Erm
Pour les articles homonymes, voir Erm.
Andreas Erm (né le 12 mars 1976 à Berlin-Est) est un athlète allemand spécialiste des épreuves de marche athlétique. En 2003, il remporte la médaille de bronze aux championnats du monde de Paris lors du 50 kilomètres marche. Il fut également champion d'Europe junior en 1995.

## Carrière

### Palmarès
| Date | Compétition                  | Lieu             | Épreuve              | Résultat |
| ---- | ---------------------------- | ---------------- | -------------------- | -------- |
| 1994 | Championnats du monde junior | Lisbonne         | 10 kilomètres marche | 9e       |
| 1995 | Championnats d'Europe junior | Nyíregyháza      | 10 kilomètres marche | 1er      |
| 1996 | Jeux olympiques              | Atlanta          | 20 kilomètres marche | 24e      |
| 1998 | Championnats d'Europe        | Budapest         | 20 kilomètres marche | 4e       |
| 2000 | Coupe d'Europe de marche     | Eisenhüttenstadt | 20 kilomètres marche | 2e       |
| 2000 | Jeux olympiques              | Sydney           | 20 kilomètres marche | 5e       |
| 2001 | Coupe d'Europe de marche     | Dudince          | 20 kilomètres marche | 3e       |
| 2001 | Championnats du monde        | Edmonton         | 20 kilomètres marche | DNF      |
| 2003 | Championnats du monde        | Paris            | 50 kilomètres marche | 3e       |
| 2004 | Jeux olympiques              | Grèce            | 50 kilomètres marche | DSQ      |

### Records
| Épreuve              | Performance     | Lieu             | Date              |
| -------------------- | --------------- | ---------------- | ----------------- |
| 3 000 mètres marche  | 11 min 11 s 20  | Schmalkalden     | 30 septembre 2001 |
| 10 000 mètres marche | 38 min 51 s 51  | Brunswick        | 10 juillet 2004   |
| 10 kilomètres marche | 39 min 33 s     | Hildesheim       | 5 juin 2004       |
| 20 kilomètres marche | 1 h 18 min 42 s | Eisenhüttenstadt | 17 juin 2000      |
| 30 kilomètres marche | 2 h 11 min 38 s | Paris            | 27 août 2003      |
| 35 kilomètres marche | 2 h 32 min 54 s | Paris            | 27 août 2003      |
| 50 kilomètres marche | 3 h 37 min 46 s | Paris            | 27 août 2003      |